# Ігнатченко Георгій Ігорович
Георгій Ігорович Ігнатченко (8 серпня 1947, Дніпропетровськ — 27 квітня 2024, Харків) — український музикознавець, Кандидат мистецтвознавства (1984), Заслужений діяч мистецтв України (1996), член НСКУ, ректор Харківського університету мистецтв в 1991–2003 роках.
Спеціалізується в галузях гармонії, теорії фактури. Ним запропонована ексклюзивна систематизуюча теорія фактури як фактора динаміки у музиці. Дсосліжджує творчу спадщину українських композиторів та виконавців; є автором методичних посібників, статей, рекомендацій з музичного диктанту, аналізу, питань викладання курсів сольфеджіо, гармонії. До сфери його наукових інтересів входять також процеси композиторської творчості, проблеми психології музичного сприйняття, свідомості, мислення, що віддзеркалюється у тематиці робіт зі студентами, магістрами, спеціалістами, спошукувачами та аспірантами.
В класі Г. І. Ігнатченка у різні роки навчалися близько 50 випускників, серед них кандидати мистецтвознавства — В. О. Сирятський, І. В. Цурканенко, В. А. Омельченко, Н. В. Крихтіна, М. Ю. Борисенко, О. В. Воропаєва, Е. Б. Купріяненко, О. В. Жерздєв,
О. С. Дубка та інші. За останні п'ять років клас Г. І. Ігнатченка значно поповнився випускниками магістрами та спеціалістами, серед яких А. Наплєкова, С. Школяренко, Д. Рубцова, А. Прись, Ю. Рубанова, А. Бєцко, Н. Шейко, А. Асатурян, О. Шаповал.